# 復漢
复汉（23年七月—十二月）一作汉复、朔宁，是新朝末年隗嚣自立的年号，共计12年。
地皇四年八月（更始元年七月），隗嚣反新起事，檄文署“汉复元年七月”。
有學者認為汉光武帝建武九年（33年）春，隗嚣死，子隗纯立，仍然沿用汉复年号，直到十年（34年）十月隗纯降于东汉政权。但據居延漢簡記述的紀年，復漢只有1年。

## 纪年
| 复汉         | 元年 |
| ------------ | ---- |
| 公元         | 23年 |
| 干支         | 癸未 |
| 新朝地皇     | 四年 |
| 汉更始帝更始 | 元年 |

## 参看
- 中國年號索引